# Zephyrhills West
Zephyrhills West ist  ein census-designated place (CDP) im Pasco County im US-Bundesstaat Florida. Das U.S. Census Bureau hat bei der Volkszählung 2020 eine Einwohnerzahl von 5.533 ermittelt. 

## Geographie
Zephyrhills West grenzt im Osten direkt an Zephyrhills und liegt rund 10 km südlich von Dade City sowie etwa 25 km nordöstlich von Tampa. Der CDP wird vom U.S. Highway 301 und der Florida State Road 54 durchquert bzw. tangiert.

## Demographische Daten
Laut der Volkszählung 2010 verteilten sich die damaligen 5865 Einwohner auf 4268 Haushalte. Die Bevölkerungsdichte lag bei 850 Einw./km². 96,8 % der Bevölkerung bezeichneten sich als Weiße, 0,9 % als Afroamerikaner, 0,3 % als Indianer und 0,5 % als Asian Americans. 0,8 % gaben die Angehörigkeit zu einer anderen Ethnie und 0,9 % zu mehreren Ethnien an. 3,6 % der Bevölkerung bestand aus Hispanics oder Latinos.
Im Jahr 2010 lebten in 9,0 % aller Haushalte Kinder unter 18 Jahren sowie 69,2 % aller Haushalte Personen mit mindestens 65 Jahren. 60,4 % der Haushalte waren Familienhaushalte (bestehend aus verheirateten Paaren mit oder ohne Nachkommen bzw. einem Elternteil mit Nachkomme). Die durchschnittliche Größe eines Haushalts lag bei 1,91 Personen und die durchschnittliche Familiengröße bei 2,32 Personen.
9,5 % der Bevölkerung waren jünger als 20 Jahre, 9,6 % waren 20 bis 39 Jahre alt, 16,4 % waren 40 bis 59 Jahre alt und 64,5 % waren mindestens 60 Jahre alt. Das mittlere Alter betrug 67 Jahre. 47,2 % der Bevölkerung waren männlich und 52,8 % weiblich.
Das durchschnittliche Jahreseinkommen lag bei 36.542 $, dabei lebten 17,3 % der Bevölkerung unter der Armutsgrenze.
Im Jahr 2000 war englisch die Muttersprache von 96,24 % der Bevölkerung, deutsch sprachen 1,64 % und 2,12 % hatten eine andere Muttersprache.